# Xã Miles, Quận Centre, Pennsylvania
Xã Miles (tiếng Anh: Miles Township) là một xã thuộc quận Centre, tiểu bang Pennsylvania, Hoa Kỳ. Năm 2010, dân số của xã này là 1.983 người.